# Požární hadice

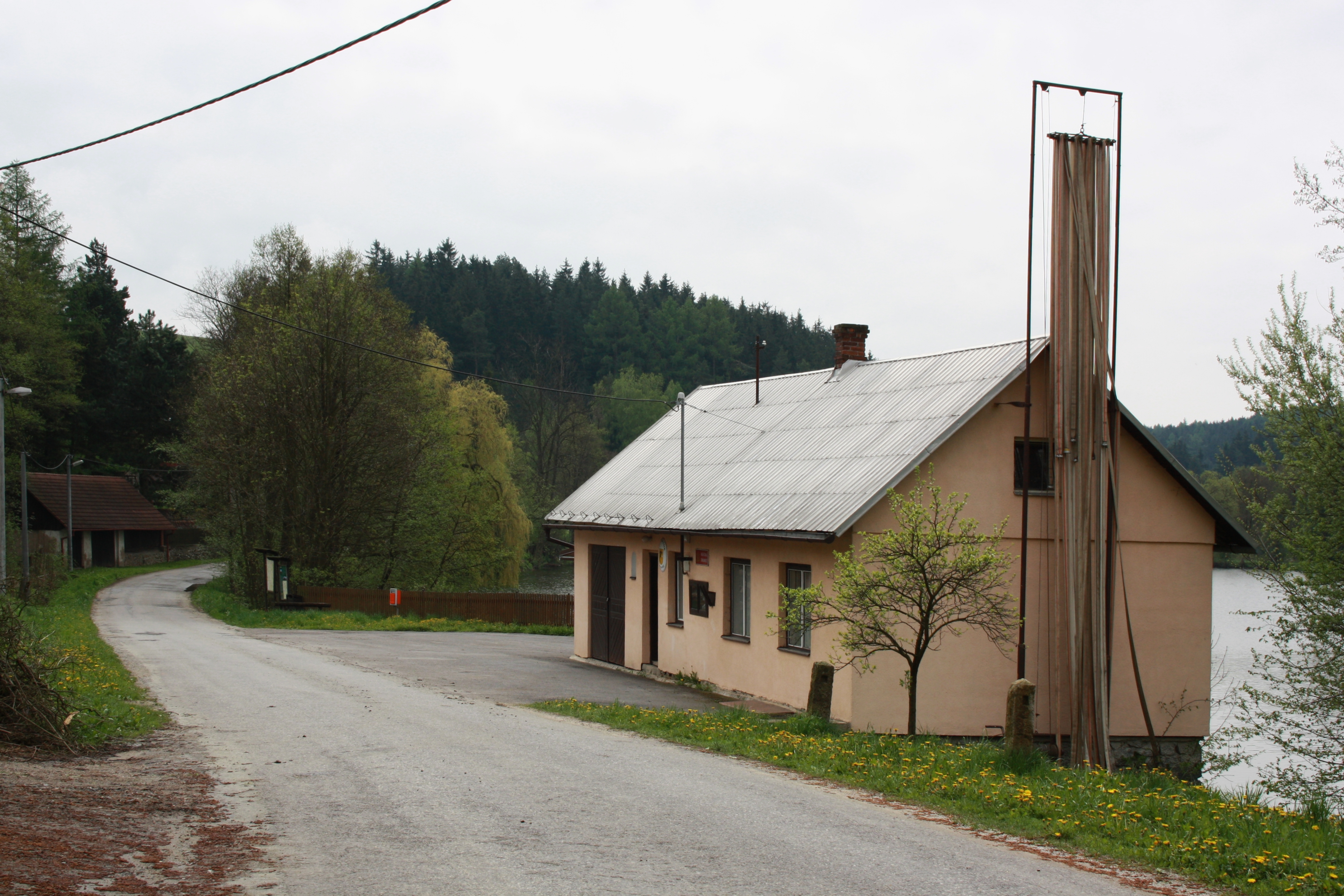
Zavěšené hadice u hasičské zbrojnice v Meziboří

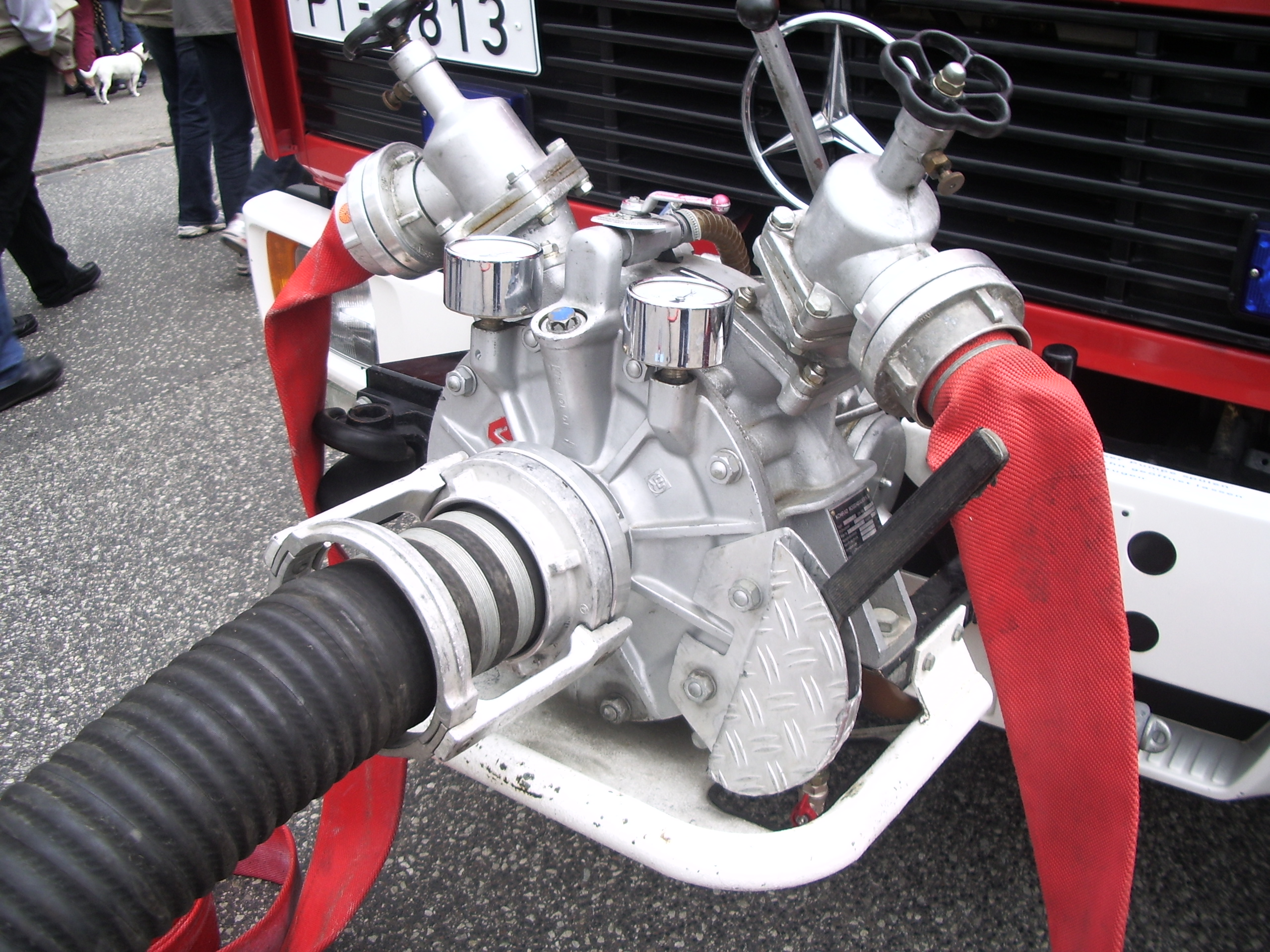
Koncovky sací hadice A a tlakové hadice B na čerpadle

Požární hadice (dále jen PH) jsou hadice určené k dopravě vody zejména při zdolávání požárů, odčerpávání vody ze zaplavených prostor a při požárním sportu. Jsou využívány jednotkami profesionálních i dobrovolných hasičů.
Tlakové PH slouží k dopravě vody (případně i jiných kapalin) při požárních zásazích. Jsou utkány z přírodní (dnes již výjimečně) nebo umělé příze, na koncích jsou opatřeny spojkami pro spojení s další PH nebo armaturou. Z přírodních vláken se užíval len, konopí, bavlna a ramie, z umělých umělé viskózové hedvábí, deriváty buničiny, polyamidy a polyestery. PH musí být dostatečně pevná, aby odolávala pracovnímu tlaku do 12 barů, a musí dobře těsnit. U hadic z přírodních vláken těsnila přímo tkanina díky jejich bobtnání, u PH z umělých vláken se musí použít vložka z polyvinylchloridu, polyuretanu nebo pryže. Někdy se PH opatřují i na povrchu stejným materiálem, z jakého je vložka, kvůli větší odolnosti vůči oděru a agresívním látkám.

## Rozdělení

#### Sací požární hadice
Sací požární hadice (zkraceně savice) se užívají pro dopravu vody z vodního zdroje (káď, rybník, potok) k čerpadlu (PS 8, PS 12, PS 18), jako tzv. přívodní vedení. Na jednom konci savice je upevněn sací koš. Savice má průměr nejčastěji 110 mm (PS 8, PS 12, DS 8, DS 12, DS 16, AS 16, CAS 16, CAS 32), ale také 52 mm, 75 mm, 125 mm a 150 mm (CAS 24) a délku 1,6, 2 a 2,5 metru.

#### Požární hadice A
Požární hadice A slouží k dopravě značného množství vody na velké vzdálenosti při rozsáhlých požárech a při katastrofách. Kromě větších požárních jednotek ji používají zejména záchranné složky armády. Průměr je 110 mm, základní délka je 25 metrů.

#### Požární hadice B
Požární hadice B jsou především určeny na tzv. dopravní vedení pro dopravu vody od požární stříkačky (PS, DS, AS, CAS) k rozdělovači, pro dálkovou dopravu vody mezi stroji, případně pro zásobení požární proudnice B, často se také používají pro doplňování cisternových automobilových stříkaček pomocí stříkaček nebo plovoucích čerpadel. Průměr je 75 mm, délka 5, 10, 15 , 20 a 40 metrů. Pro soutěžní účely se používají také průměry 70 mm a 65 mm.

#### Požární hadice C
Požární hadice C jsou nejpoužívanějším typem hadic u hasičských jednotek jak při zásahu, tak při požárním sportu. PH C se používají hlavně pro tzv. útočné vedení od rozdělovače k proudnici, ale také jako součást starších typů nástěnných hydrantů a jako dopravní vedení od PS 2 a menších plovoucích čerpadel. V souvislosti s důrazem na kulturu hašení dochází k zavádění hadic C52 do dopravního vedení (od čerpadla k rozdělovači) s navazujícím útočným vedením C42. Takovéto schéma se hodí například na hašení bytových požárů, díky nižší hmotnosti. Průměr je 52 mm, délka 10, 15 a 20 metrů. Pro soutěžní účely se používají také průměry 42 mm a 38 mm. 

#### Požární hadice D
Požární hadice D se používá na dohašování. Má malý průtok, ale velký tlak. Je součástí nástěnných a skříňových hydrantů, ručních džberových stříkaček a některých hasicích přístrojů, je také užívána pro první zásah před příjezdem požárních jednotek. Takzvaný D-program, tedy hašení pomocí hadic typu D, je využíván především pro lesní požáry a požáry menšího rozsahu. Průměr je 25 mm, délka 5, 10, 15, 20 a 25 metrů.